# Epirska zveza
Epirska zveza (starogrško Κοινὸν Ἀπειρωτᾶν, latinizirano: Koinòn Āpeirōtân, atiško Κοινὸν Ἠπειρωτῶν, Koinòn Ēpeirōtôn) je billa koalicija (koinon) epirskih grških plemen.

## Zgodovina
Koalicija je bila ostanovljena med letoma 370 pr. n. št. in 320 pr. n. št., najprej kot Mološka zveza leta 370 pr. n. št. Zveza je pripomogla k poenotenju treh glavnih epirskih plemen Molosov, Tesprotov in Haonov. Versko, politično in kulturno središče Mološke in kasneje Epirske zveze je bila Dordona. Vodja zveze je leta 297 pr. n. št. postal Pir Epirski. Ko je kralj Agatoklej Sirakuški osvojil Korkiro (Krf), je ponudil otok kot doto svoje hčerke Lanase, ko se je leta 295 pr. n. št  poročila s Pirom Epirskim. Otok je postal član Epirske zveze. Takrat je bilo morda ustanovljeno naselje Kasiope, ki je služilo kot baza za odprave epirskega kralja. Otok je ostal v Epirski zvezi do leta 255 pr. n. št., ko se je po smrti Aleksandra II.  osamosvojil. Zvezo so v bitki pri Fenikiji premagali Iliri in jo prisilili v zavezništvo s Tevto, da bi preprečili njene nadaljnje napade. Z zavezništvom so Epiroti postal  sovražniki Ahajcev in Etolcev. Zavezništvo z Iliri se je verjetno končalo po njihovem porazu v prvi ilirski vojni.
Epirska Zveza je bila v prvih dveh makedonskih vojnah nevtralna. V tretji makedonski vojni (171–168 pr. n. št.) so se Molosi postavili na makedonsko stran, Haoni in Tesproti pa so podprli  Rimsko republiko in zveza je razpadla.

## Odloki Epirske zveze
Kopije odlokov (uredbe o zapuščinah in državljanstvu, evidence o osvoboditvah sužnjev) Mološke in Epirske zveze so hranili v Dordoni. Vsi člani zveze so imeli skupno državljanstvo. Narečje v  Epirski zvezi ni bilo korintsko dorsko in tudi abeceda ni bila korintska. Nekaj zapisov iz Dordone kaže, da gre verjetno za severozahodno dorščino. Prvi pisni dokazi za obstoj Mološke zveze segajo v leto 370 pr. n. št., ko je  vladal kralj (basileus) Neoptolem.